# St. Vitus (Erlingshofen)

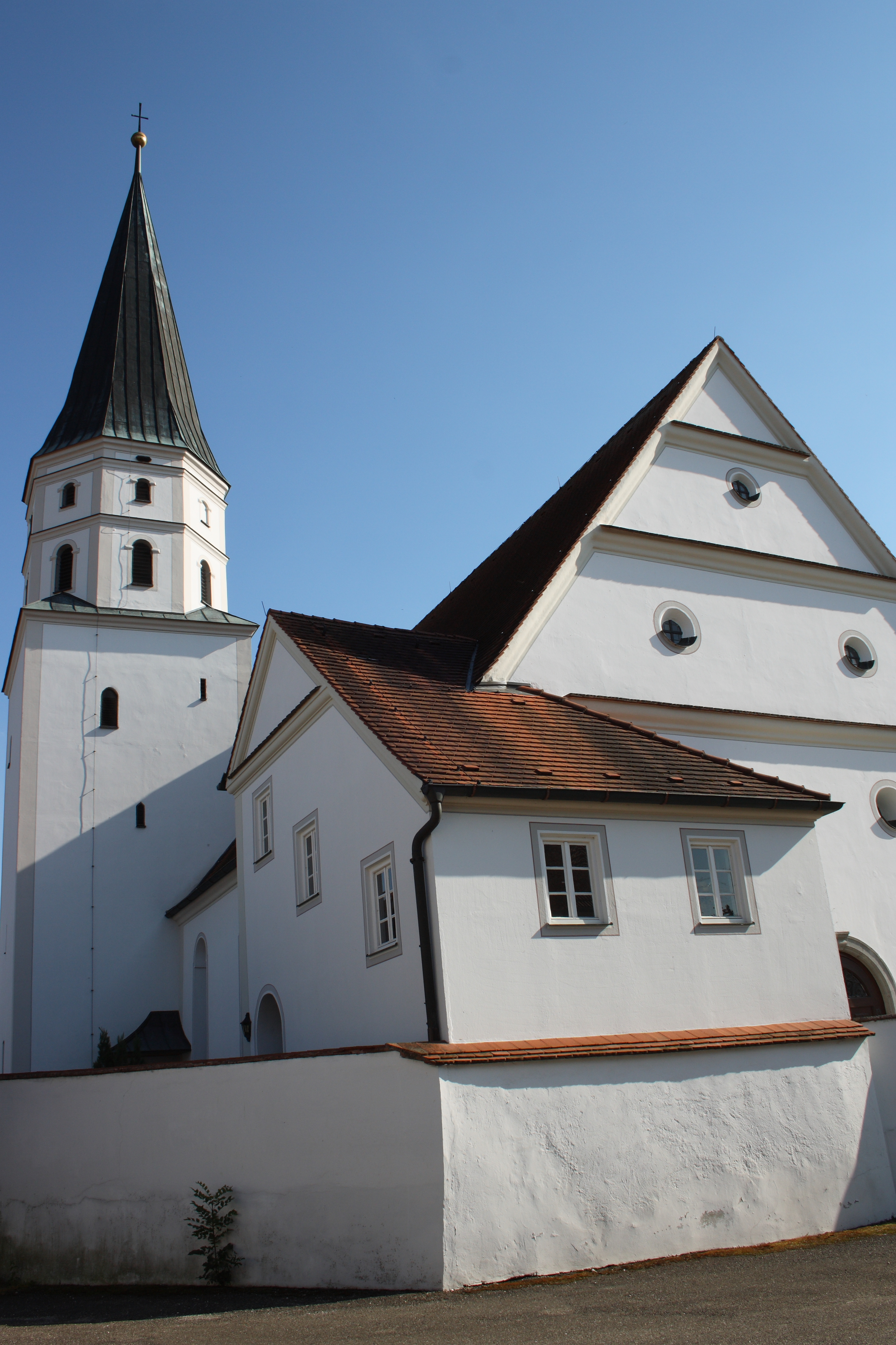
Kirche St. Vitus in Erlingshofen

Die katholische Filialkirche St. Vitus in Erlingshofen, einem Gemeindeteil von Tapfheim im Landkreis Donau-Ries im Regierungsbezirk Schwaben in Bayern, wurde ursprünglich im Mittelalter errichtet. Die dem heiligen Veit geweihte Kirche ist ein geschütztes Baudenkmal.

## Geschichte
Der quadratische Turmunterbau ist der Rest einer romanischen Chorturmkirche. Vermutlich wurde der Turm im ausgehenden 16. Jahrhundert um das Oktogon mit Spitzhelm erhöht. 1715/16 wurden durch Melchior Pfefferle ein neues Langhaus und ein neuer Chor errichtet. Die in einen Stützbalken eingekerbten Buchstaben „RAZK“ geben Aufschluss über den Bauherrn der Kirche: Rogerius I. Röls, Abt der Zisterzienser des Klosters Kaisheim.

## Architektur
Der nach Süden ausgerichtete Bau ist flach gedeckt und besitzt einen eingezogenen, dreiseitig geschlossenen Chor. Die Fresken wurden 1922 von Gotthard Bauer geschaffen. Das Hauptbild ist der Ortsüberlieferung nach in die Flurlage „Grieben“ verlegt, zwei der dargestellten Kinder und das Bauernpaar lassen sich mit damaligen Einwohnern in Verbindung bringen.

## Ausstattung
Die neugotischen Altäre wurden um 1880 errichtet. Eine Muttergottes aus Holz, die um 1420 datiert wird, ist das wertvollste Ausstattungsstück. Die Figuren des heiligen Joseph und Marias sind um 1725 entstanden, die Skulpturen von Rochus und Johannes Nepomuk sind von etwa 1720.